# Anthophora kodrokonis
Anthophora kodrokonis är en biart som beskrevs av Cockerell 1946. Anthophora kodrokonis ingår i släktet pälsbin, och familjen långtungebin. Inga underarter finns listade i Catalogue of Life.